# 艾瑞龍族
艾瑞龙族（学名：Arenysaurini）是一个被提议的原始鸭嘴龙科赖氏龙亚科的一个族。它由白垩纪末期在欧洲和北非发现的几个属组成。欧洲的赖氏龙类以前被分类为不同的谱系，但被朗里奇等人（2020年）发现形成了一个单一的单系群。该族被定义为比棘鼻青岛龙、沃氏副栉龙或赖氏赖氏龙更接近阿氏艾瑞龙的所有鸭嘴龙类。除了各种已命名的属外，来自整个大陆的不确定的遗骸，包括巴斯图斯·坡布尔骨层中发现的化石，也被提议归类于这个族。